# In eligendis
In eligendis (в превод от латински език: „При избирането“) е папска була на римския папа Пий IV от 1 октомври 1562 г., с която се въвеждат някои нови правила във връзка с избирането на папа.

## Правила
Съгласно постановленията на булата, изборът на папа започва след изтичане на десет дни след смъртта на папата, през който период трябва да се извърши погребението на папата и да се съберат кардиналите. Разходите за погребението се определят в размер на 10 000 дуката.
След изтичане на десет дни от смъртта на папата, кардиналите, след Литургията на Светия Дух, трябва да бъдат въведени в конклава и да пристъпят към избора на нов римски папа. Изборът започва незабавно и не може да се оспорва под предлог, че някои кардинали са били възпрепятствани да присъстват поради пътуване, или друга пречка. Изборите се провеждат всеки ден, чрез гласуване. Кардиналите, които отсъстват от конклава без явна причина, или откажат да участват в него, трябва да понесат наказанията, предвидени в каноническото право. Правомощията на Свещената кардиналска колегия през периода на „вакантен престол“ са ограничени и кардиналите могат да се занимават само с избора на нов папа, като конклавът не може да решава въпросите, които са от изключителната компетентност на папата.
Помещенията, в които живеят кардиналите по време на конклава, се разпределят на случаен принцип. Помещенията в които се провежда конклава, трябва да се изолират по начин, че да гарантират тайната на изборите и уединението на кардиналите. Всеки кардинал може да бъде придружаван на конклава от двама помощници – духовни или светски лица, а в случай на болест имат право и на трети придружител, който се допуска с разрешение на Колегията на кардиналите. Придружителите на кардиналите, могат да бъдат само членове на тяхното домакинство, поне от една годена назад, но не и търговци или представители на светски владетели, нито братя или племенници на кардиналите, като това им качество трябва да бъде проверено преди конклава. Извън тях на конклава присъстват ограничен кръг други външни лица: църковни служители, свещеник за изслушване на изповеди, един секретар на Свещената колегия, двама лекари, хирург и фармацевт, придружени от един или двама служители, както и от осем до десет лица, за общи комунални услуги, като тези лица не трябва да принадлежат към семействата на кардиналите.
След затварянето на конклава са забранени всякакви разговори с външни лица, с изключение на сериозна и спешна причина, и то със съгласието на мнозинството на Свещената колегия. По същия начин, е забранено и изпращането или получаването на писма, или какъвто и да е вид писмени съобщения и знаци, под страх от отлъчване от църквата latae sententiae. Забранява се предварителното поемане на обещания от кардиналите относно гласуването на конклава. На конклава кардиналите имат право на обяд и вечеря, като трябва да се задоволяват с едно ястие само от един вид. Храната, както и всички други неща и лица, влизащи или излизащи от конклава, трябва да се проверяват щателно за скрити писма, бележки или знаци.
Кардиналите, които все още не са ръкоположени, нямат право да участват в конклава. В конклава кардиналите трябва да се ръководят от следните принципи при избор на папа: да не се ръководят в своите действия от злоба, измама, партизанщина и враждебност; да не чакат съвети и препоръки на светските първенци; да действат свободно, честно, с мир и спокойствие; да не участват в заговори, компромиси, споразумения или друга подобна незаконна търговия. Кардиналите по никакъв начин не могат да бъдат изключени от избирането на папа, нито да бъдат застрашавани с натиск, цензура или отлъчване от църквата, за да не гласуват.